# Via Posillipo
Via Posillipo è un'importante strada di Napoli caratterizzata da tornanti che si estendono per circa 4 km sul lato meridionale della collina di Posillipo. Parte da largo Sermoneta a Mergellina, e giunge fino alla discesa di via Coroglio; nell'ultimo tratto il tracciato originale della strada prende il nome di via Santo Strato a Posillipo.

## Storia
La strada fu fatta costruire da Antonio Alvarez de Toledo, viceré di Napoli. La strada percorreva allora solo le prime centinaia di metri di ciò che sarebbe diventata via Posillipo. L'opera mirava a collegare le ville patrizie e i casali che sorgevano sulla collina alla città di Napoli. Infatti, i vari borghi e casali di Posillipo non avevano modi di comunicarsi con Napoli, se non via mare o seguendo sentieri non adatti al passaggio delle carrozze. Era per certi versi più semplice raggiungere il Golfo di Pozzuoli via mare, tant'è che fino al XIX secolo, la chiesa di Santa Maria del Faro a Marechiaro, apparteneva alla diocesi di Pozzuoli.
La via, che correva parallelamente al mare, venne fatta estendere da Ramiro Núñez de Guzmán duca di Medina de las Torres fino al palazzo Donn’Anna. L'opera di costruzione fu ripresa sotto Gioacchino Murat, dall'ingegnere Romualdo De Tommaso, tra il 1812 e il 1824, quando raggiunse Marechiaro. A completare l'opera, fu il corpo del Genio dell'armata austriaca su ordine di Ferdinando II delle Due Sicilie che, tra il 1830 e il 1840, estese il tracciato della strada fino a Coroglio. 
Particolarmente suggestivo è il panorama che la via offre: infatti da essa si ammira tutto il golfo di Napoli con il Vesuvio sullo sfondo. Lungo la strada si trovano numerose ville e palazzi celebri come Villa Doria d'Angri e Palazzo Donn'Anna.

## Galleria d'immagini

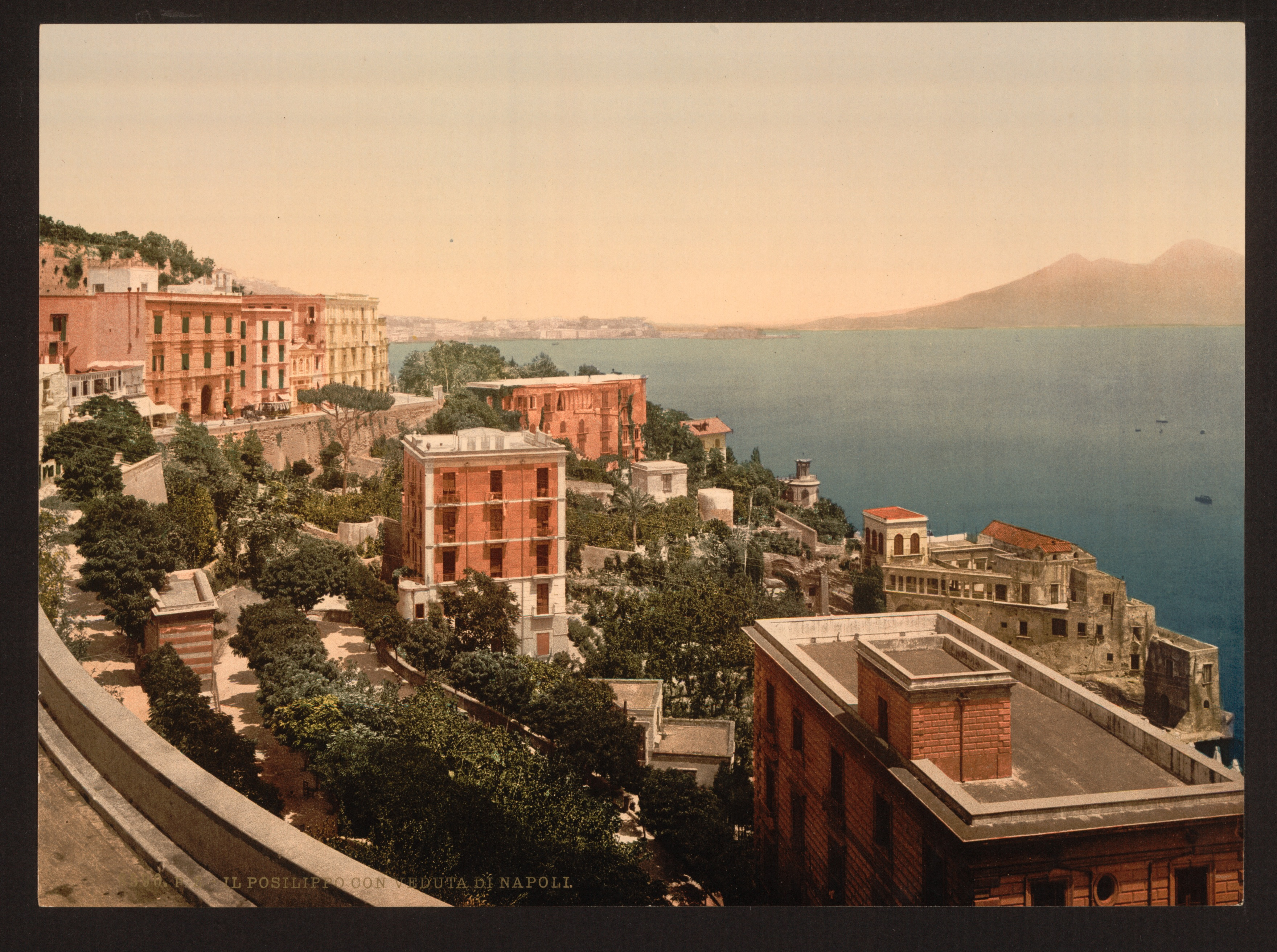
Foto di fine XIX secolo
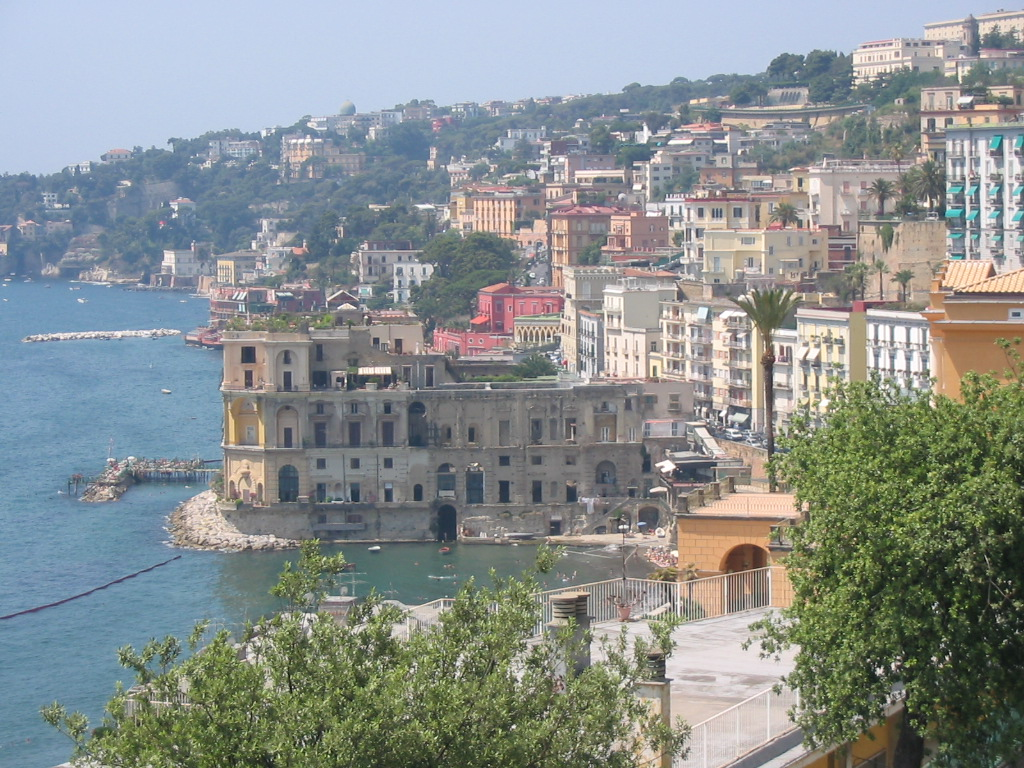
Palazzo Donn'Anna
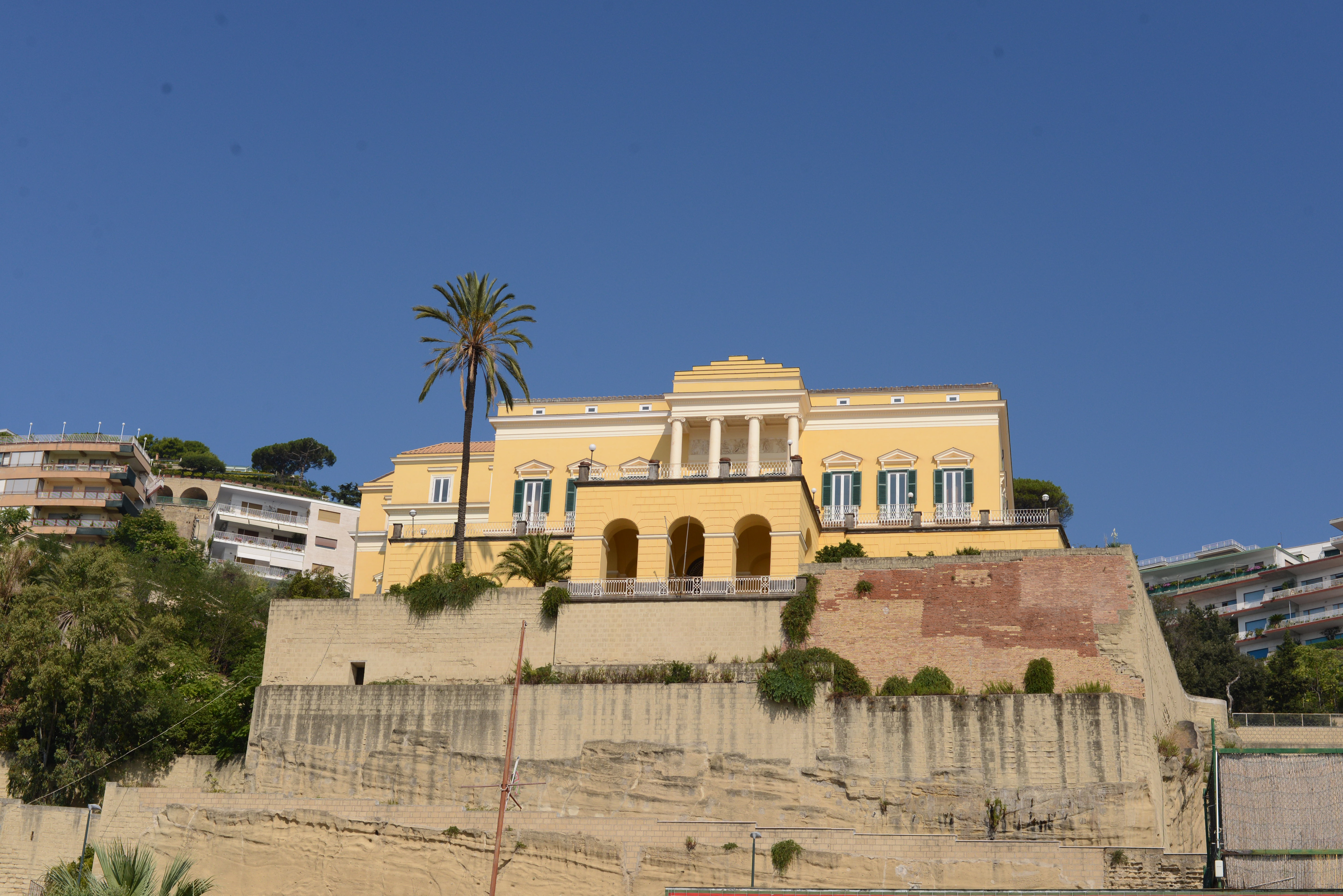
Villa Doria d'Angri
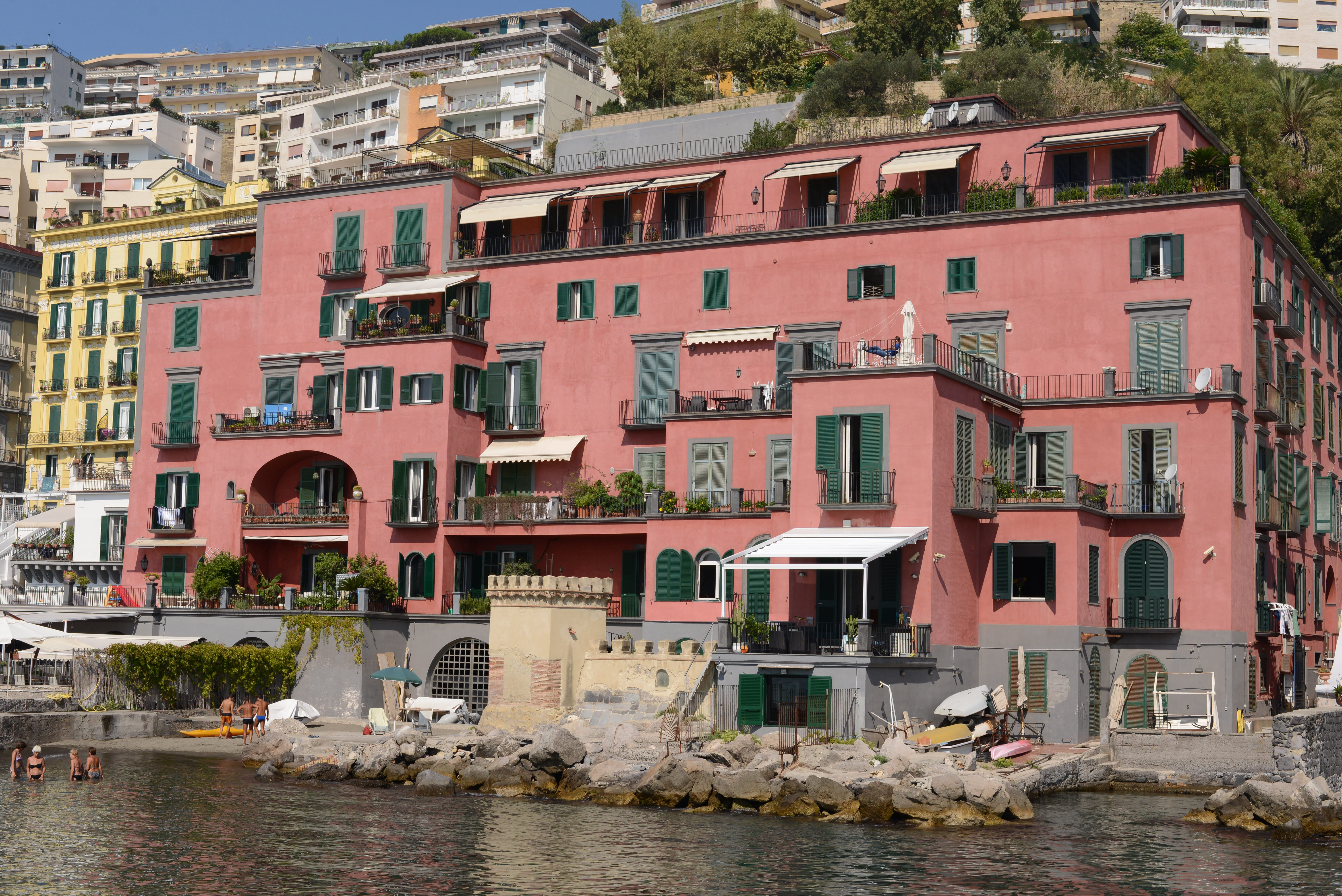
Villa Guercia
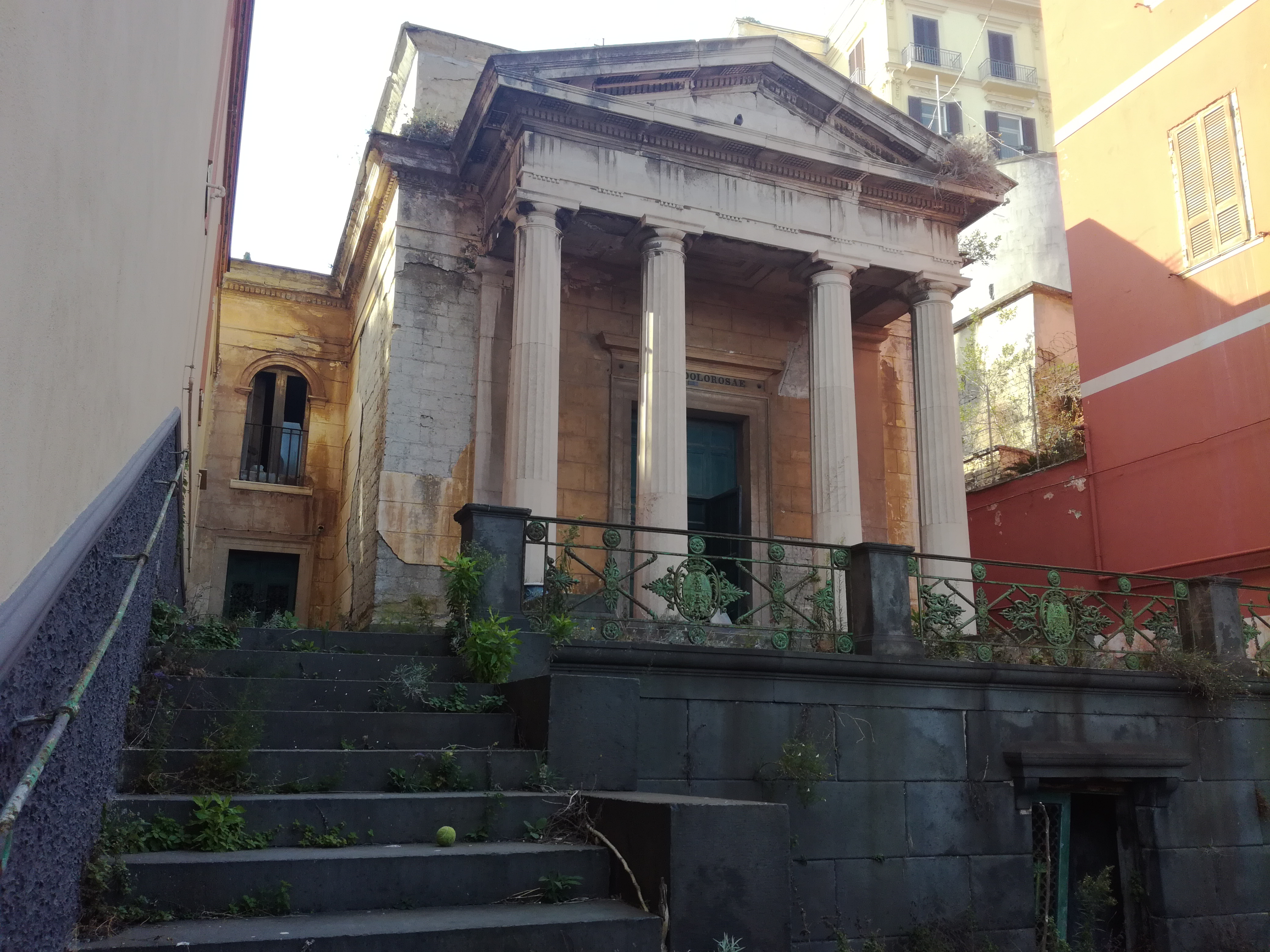
Chiesa dell'Addolorata